# Palazzo delle Carceri (Prossedi)
Il Palazzo delle Carceri si trova a Prossedi, in provincia di Latina nel Lazio.

## Descrizione
Il Palazzo delle Carceri si trova immediatamente all'interno della cinta muraria del centro storico cittadino, di fronte alla Porta principale. 
Fu costruito al 1807 per volere del principe Pietro Gabrielli, mentre l’architetto incaricato per la sua realizzazione fu il romano Francesco Rust, al quale venne commissionato anche l’ampliamento del palazzo dei Gabrielli sul Monte Giordano, piccola altura nel centro di Roma. L'edificio si presenta come un imponente blocco di forma irregolare scandito da finestre disposte a intervalli regolari su tre delle sue cinque facciate. Il prospetto Est non presenta un disegno architettonico preciso. Nel lato corto dell’edificio è inserita la porta di accesso ai piani superiori ed ai locali sotterranei, un tempo utilizzati come carcere.
Nella progettazione dell'edificio l’architetto dovette tenere conto del tessuto urbano circostante; è per tali ragioni che optò per la realizzazione un edificio racchiuso in cinque facciate di diversa misura.